# Острожац (тврђава)
44° 54′ 16″ N 15° 56′ 12″ E / 44.90444° С; 15.93667° И
Тврђава Острожац је старо утврђење код места Острожац у близини Цазина.
Острожац се први пут помиње 1286. године. Острошцем су тада владали кнезови Бабоњићи-Благајски, који су се потписивали и као кнезови Острошки.
Половином 16. века, Острожац је добио крајишку посаду, али је Ферхатбег ово утврђење освојио 1577. године и држао је кратко време, јер је аустријски генерал Кевенхилер освојио Острожац. Ипак, од 1579. године, Острожац је у поседу Османлија. Утврдђењем су скоро 300 година као капетани управљали чланови породице Беширевић, све док капетаније нису укинуте 1836. године.
Породица Беширевић је због тако дуга господарења Острошцем добила наследно право на стари град и утврђење. По тој основи је Мехмедбег Беширевић острожачки град продао Лотару фон Берксу, који је у периоду од 1896. до 1905. био начелник Бихаћког округа. Вон Беркс је рестаурисао стари град Острожац и у њему (на јужном делу) подигао свој двор у који се настанио 1902. године након што је из долине Уне до утврђења Острожац начињен серпентински пут и мост преко Уне.
На иницијативу Републичког фонда за унапређење културних делатности 1969. године основана је Колонија скулптора „Острожац“. Од тада је у дворишту тврђаве отворен велики вајарски атеље под ведрим небом. Тако сваке године у јулу и августу вајари извајају из камена бихацита скулптуре разних формата.